# Miami Open 1999 - Qualificazioni singolare maschile
Le qualificazioni del singolare maschile del Miami Open 1999 sono state un torneo di tennis preliminare per accedere alla fase finale della manifestazione. I vincitori dell'ultimo turno sono entrati di diritto nel tabellone principale. In caso di ritiro di uno o più giocatori aventi diritto a questi sono subentrati i lucky loser, ossia i giocatori che hanno perso nell'ultimo turno ma che avevano una classifica più alta rispetto agli altri partecipanti che avevano comunque perso nel turno finale.
Le qualificazioni del torneo Lipton Championships  1999 prevedevano 48 partecipanti di cui 12 sono entrati nel tabellone principale.

## Teste di serie
1. John van Lottum (Qualificato)
2. Daniel Nestor (primo turno)
3. Arnaud Clément (Qualificato)
4. Martín Rodríguez (primo turno)
5. Todd Woodbridge (Qualificato)
6. Nicolas Escudé (Qualificato)
7. Sébastien Lareau (Qualificato)
8. Takao Suzuki (primo turno)
9. Geoff Grant (primo turno)
10. Bernd Karbacher (ultimo turno)
11. Steve Campbell (Qualificato)
12. Dennis van Scheppingen (primo turno)

1. Peter Wessels (ultimo turno)
2. Mosè Navarra (ultimo turno)
3. Jan Frode Andersen (Qualificato)
4. Ronald Agénor (primo turno)
5. Agustín Calleri (ultimo turno)
6. David Caldwell (primo turno)
7. Michael Tebbutt (primo turno)
8. Javier Sánchez (primo turno)
9. Andrej Čerkasov (ultimo turno)
10. Maurice Ruah (primo turno)
11. Sebastián Prieto (ultimo turno)
12. Xavier Malisse (primo turno)

## Qualificati
1. John van Lottum
2. Xavier Malisse
3. Arnaud Clément
4. Richey Reneberg
5. Todd Woodbridge
6. Nicolas Escudé

1. Sébastien Lareau
2. David Caldwell
3. Ronald Agénor
4. Jan Frode Andersen
5. Steve Campbell
6. Alex O'Brien

## Tabellone

### Legenda
| - Q = Qualificato - WC = Wild card - LL = Lucky loser | - ALT = Alternate - SE = Special Exempt - PR = Protected Ranking | - w/o = Walkover - r = Ritirato - d = Squalificato |

### Sezione 1
|  | Primo turno | Primo turno         | Primo turno         | Primo turno | Primo turno |  |  | Ultimo turno | Ultimo turno     | Ultimo turno     | Ultimo turno | Ultimo turno |  |
|  |             |                     |                     |             |             |  |  |              |                  |                  |              |              |  |
|  | 1           | John van Lottum     | John van Lottum     | 6           | 7           |  |  |              |                  |                  |              |              |  |
|  |             | Jonathan Stark      | Jonathan Stark      | 0           | 6           |  |  | 1            | John van Lottum  | John van Lottum  | 6            | 7            |  |
|  | 23          | Sebastián Prieto    | Sebastián Prieto    | 6           | 6           |  |  | 23           | Sebastián Prieto | Sebastián Prieto | 4            | 6            |  |
|  |             | Alejandro Hernández | Alejandro Hernández | 4           | 2           |  |  |              |                  |                  |              |              |  |

### Sezione 2
|  | Primo turno | Primo turno      | Primo turno      | Primo turno | Primo turno |  |  | Ultimo turno     | Ultimo turno     | Ultimo turno     | Ultimo turno | Ultimo turno |  |
|  |             |                  |                  |             |             |  |  |                  |                  |                  |              |              |  |
|  |             | Jeff Salzenstein | 6                | 3           | 6           |  |  |                  |                  |                  |              |              |  |
|  | 2           | Daniel Nestor    | 4                | 6           | 4           |  |  | Jeff Salzenstein | Jeff Salzenstein | Jeff Salzenstein | 5            | 6            |  |
|  |             | Xavier Malisse   | Xavier Malisse   | 6           | 6           |  |  | Xavier Malisse   | Xavier Malisse   | Xavier Malisse   | 7            | 7            |  |
|  | 24          | Lars Burgsmüller | Lars Burgsmüller | 1           | 0           |  |  |                  |                  |                  |              |              |  |

### Sezione 3
|  | Primo turno | Primo turno    | Primo turno | Primo turno | Primo turno |  |  | Ultimo turno | Ultimo turno   | Ultimo turno   | Ultimo turno | Ultimo turno |  |
|  |             |                |             |             |             |  |  |              |                |                |              |              |  |
|  | 3           | Arnaud Clément | 6           | 4           | 6           |  |  |              |                |                |              |              |  |
|  |             | Brian MacPhie  | 3           | 6           | 4           |  |  | 3            | Arnaud Clément | Arnaud Clément | 6            | 6            |  |
|  |             | Maurice Ruah   | 6           | 0           | 6           |  |  |              | Maurice Ruah   | Maurice Ruah   | 3            | 2            |  |
|  | 22          | Rogier Wassen  | 3           | 6           | 4           |  |  |              |                |                |              |              |  |

### Sezione 4
|  | Primo turno | Primo turno      | Primo turno     | Primo turno | Primo turno |  |  | Ultimo turno | Ultimo turno    | Ultimo turno    | Ultimo turno | Ultimo turno |  |
|  |             |                  |                 |             |             |  |  |              |                 |                 |              |              |  |
|  |             | Richey Reneberg  | 4               | 6           | 6           |  |  |              |                 |                 |              |              |  |
|  | 4           | Martín Rodríguez | 6               | 0           | 3           |  |  |              | Richey Reneberg | Richey Reneberg | 6            | 6            |  |
|  | 21          | Andrej Čerkasov  | Andrej Čerkasov | 6           | 6           |  |  | 21           | Andrej Čerkasov | Andrej Čerkasov | 1            | 3            |  |
|  |             | Luis Morejon     | Luis Morejon    | 2           | 4           |  |  |              |                 |                 |              |              |  |

### Sezione 5
|  | Primo turno | Primo turno     | Primo turno | Primo turno | Primo turno |  |  | Ultimo turno | Ultimo turno    | Ultimo turno    | Ultimo turno | Ultimo turno |  |
|  |             |                 |             |             |             |  |  |              |                 |                 |              |              |  |
|  | 5           | Todd Woodbridge | 6           | 4           | 6           |  |  |              |                 |                 |              |              |  |
|  |             | Ivo Heuberger   | 4           | 6           | 4           |  |  | 5            | Todd Woodbridge | Todd Woodbridge | 6            | 6            |  |
|  |             | Javier Sánchez  | 3           | 7           | 7           |  |  |              | Javier Sánchez  | Javier Sánchez  | 3            | 4            |  |
|  | 20          | Gastón Etlis    | 6           | 6           | 5           |  |  |              |                 |                 |              |              |  |

### Sezione 6
|  | Primo turno | Primo turno     | Primo turno | Primo turno | Primo turno |  |  | Ultimo turno | Ultimo turno    | Ultimo turno    | Ultimo turno | Ultimo turno |  |
|  |             |                 |             |             |             |  |  |              |                 |                 |              |              |  |
|  | 6           | Nicolas Escudé  | 5           | 7           | 6           |  |  |              |                 |                 |              |              |  |
|  |             | Edwin Kempes    | 7           | 5           | 3           |  |  | 6            | Nicolas Escudé  | Nicolas Escudé  | 6            | 6            |  |
|  |             | Michael Tebbutt | 4           | 6           | 6           |  |  |              | Michael Tebbutt | Michael Tebbutt | 0            | 1            |  |
|  | 19          | Neville Godwin  | 6           | 2           | 0           |  |  |              |                 |                 |              |              |  |

### Sezione 7
|  | Primo turno | Primo turno             | Primo turno             | Primo turno | Primo turno |  |  | Ultimo turno | Ultimo turno     | Ultimo turno     | Ultimo turno | Ultimo turno |  |
|  |             |                         |                         |             |             |  |  |              |                  |                  |              |              |  |
|  | 7           | Sébastien Lareau        | Sébastien Lareau        | 6           | 6           |  |  |              |                  |                  |              |              |  |
|  |             | Juan-Albert Viloca-Puig | Juan-Albert Viloca-Puig | 1           | 1           |  |  | 7            | Sébastien Lareau | Sébastien Lareau | 6            | 6            |  |
|  | 17          | Agustín Calleri         | 6                       | 6           | 7           |  |  | 17           | Agustín Calleri  | Agustín Calleri  | 4            | 3            |  |
|  |             | Mike Bryan              | 4                       | 7           | 5           |  |  |              |                  |                  |              |              |  |

### Sezione 8
|  | Primo turno | Primo turno    | Primo turno    | Primo turno    | Primo turno |  |  | Ultimo turno   | Ultimo turno   | Ultimo turno | Ultimo turno | Ultimo turno |  |
|  |             |                |                |                |             |  |  |                |                |              |              |              |  |
|  |             | Radek Štěpánek | Radek Štěpánek | Radek Štěpánek | 6           |  |  |                |                |              |              |              |  |
|  | 8           | Takao Suzuki   | Takao Suzuki   | Takao Suzuki   | 0r          |  |  | Radek Štěpánek | Radek Štěpánek | 3            | 6            | 1            |  |
|  |             | David Caldwell | 5              | 6              | 6           |  |  | David Caldwell | David Caldwell | 6            | 0            | 6            |  |
|  | 18          | David Nainkin  | 7              | 2              | 3           |  |  |                |                |              |              |              |  |

### Sezione 9
|  | Primo turno | Primo turno     | Primo turno     | Primo turno | Primo turno |  |  | Ultimo turno   | Ultimo turno   | Ultimo turno | Ultimo turno | Ultimo turno |  |
|  |             |                 |                 |             |             |  |  |                |                |              |              |              |  |
|  |             | Nenad Zimonjić  | 6               | 3           | 6           |  |  |                |                |              |              |              |  |
|  | 9           | Geoff Grant     | 3               | 6           | 3           |  |  | Nenad Zimonjić | Nenad Zimonjić | 6            | 6            | 4            |  |
|  |             | Ronald Agénor   | Ronald Agénor   | 6           | 6           |  |  | Ronald Agénor  | Ronald Agénor  | 3            | 7            | 6            |  |
|  | 16          | Christian Vinck | Christian Vinck | 1           | 3           |  |  |                |                |              |              |              |  |

### Sezione 10
|  | Primo turno | Primo turno        | Primo turno        | Primo turno | Primo turno |  |  | Ultimo turno | Ultimo turno       | Ultimo turno       | Ultimo turno | Ultimo turno |  |
|  |             |                    |                    |             |             |  |  |              |                    |                    |              |              |  |
|  | 10          | Bernd Karbacher    | Bernd Karbacher    | 6           | 6           |  |  |              |                    |                    |              |              |  |
|  |             | Tomás Carbonell    | Tomás Carbonell    | 1           | 1           |  |  | 10           | Bernd Karbacher    | Bernd Karbacher    | 5            | 6            |  |
|  | 15          | Jan Frode Andersen | Jan Frode Andersen | 6           | 7           |  |  | 15           | Jan Frode Andersen | Jan Frode Andersen | 7            | 7            |  |
|  |             | Mark Draper        | Mark Draper        | 4           | 6           |  |  |              |                    |                    |              |              |  |

### Sezione 11
|  | Primo turno | Primo turno    | Primo turno | Primo turno | Primo turno |  |  | Ultimo turno | Ultimo turno   | Ultimo turno   | Ultimo turno | Ultimo turno |  |
|  |             |                |             |             |             |  |  |              |                |                |              |              |  |
|  | 11          | Steve Campbell | 5           | 7           | 6           |  |  |              |                |                |              |              |  |
|  |             | Tuomas Ketola  | 7           | 5           | 4           |  |  | 11           | Steve Campbell | Steve Campbell | 6            | 6            |  |
|  | 14          | Mosè Navarra   | 7           | 3           | 7           |  |  | 14           | Mosè Navarra   | Mosè Navarra   | 2            | 4            |  |
|  |             | Ville Liukko   | 5           | 6           | 6           |  |  |              |                |                |              |              |  |

### Sezione 12
|  | Primo turno | Primo turno            | Primo turno            | Primo turno | Primo turno |  |  | Ultimo turno | Ultimo turno  | Ultimo turno  | Ultimo turno | Ultimo turno |  |
|  |             |                        |                        |             |             |  |  |              |               |               |              |              |  |
|  |             | Alex O'Brien           | Alex O'Brien           | 6           | 6           |  |  |              |               |               |              |              |  |
|  | 12          | Dennis van Scheppingen | Dennis van Scheppingen | 4           | 2           |  |  |              | Alex O'Brien  | Alex O'Brien  | 6            | 6            |  |
|  | 13          | Peter Wessels          | 7                      | 3           | 6           |  |  | 13           | Peter Wessels | Peter Wessels | 3            | 3            |  |
|  |             | Stéphane Huet          | 6                      | 6           | 2           |  |  |              |               |               |              |              |  |